# خط (ترابری)

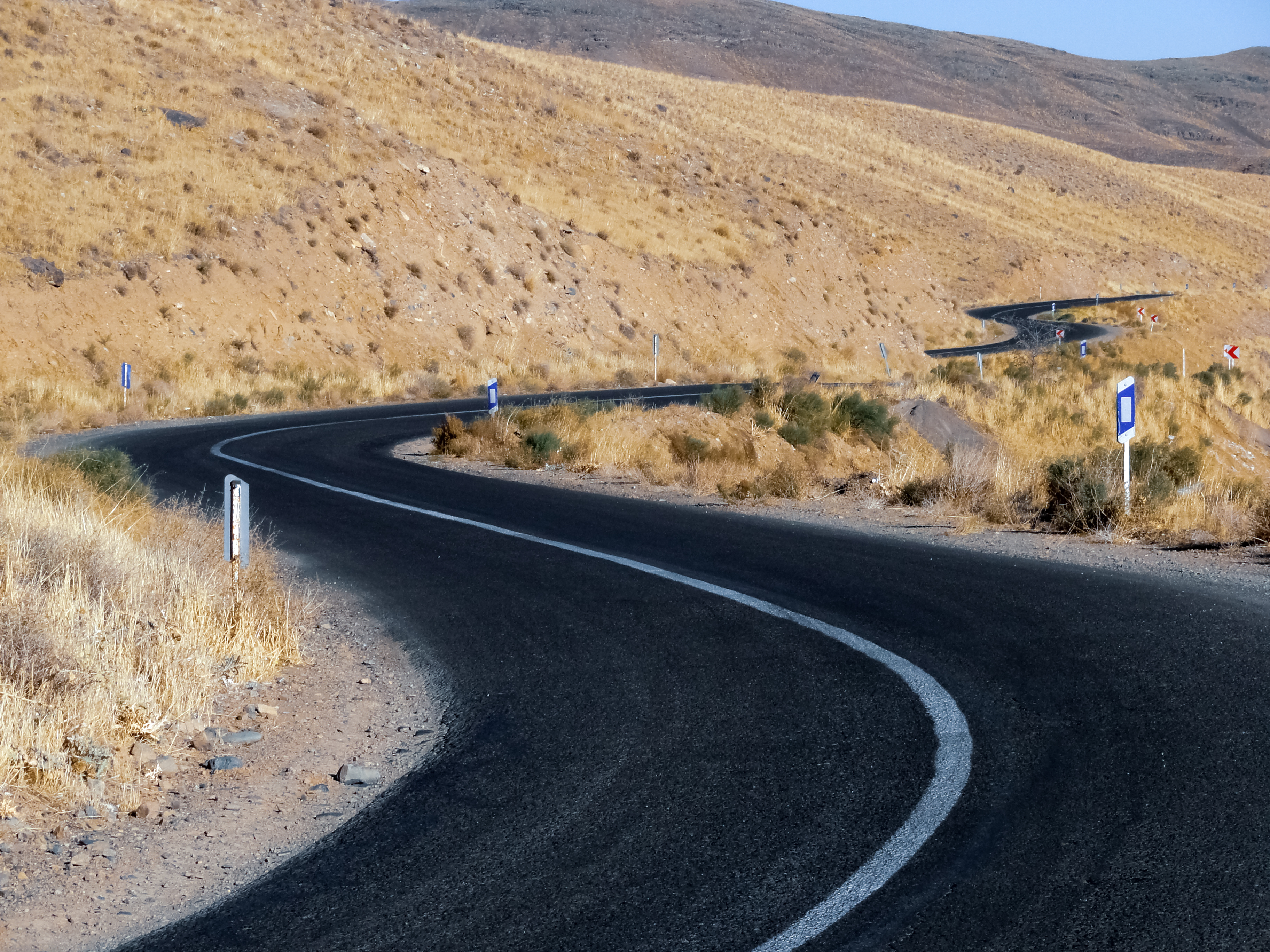
خط کشی میان یک جاده محلی در ایران

خط عبور در ترابری و راهنمایی و رانندگی محدودۀ باریکی به عرض سه تا چهار متر در سطح سواره‏‌رو است که دو طرف آن با خط‌‏کشی ممتد یا منقطع مشخص می‏‌شود و خودرو باید در آن حرکت کند. خودروها ملزم به صف کشیدن پشت سر هم و حرکت در یک خط هستند که معمولاً از آن با عنوان حرکت بین خطوط یاد می‌شود.  خط عبور ممکن است در بزرگراهها پهن تر باشد و در مسیرهای روستایی یا فرعی باریک‌تر باشد.
در ادبیات عامیانه، برای اشاره به خط عبور (lane) اصطلاح لاین (line) به کار می‌رود که چندان دقیق نیست.

## انواع خطوط رانندگی
- خط ویژه یا مسیر اختصاصی که به نوعی خاص از وسائط نقلیه اختصاص می یابد مانند: خط ویژه اتوبوس
- خط اکسپرس
- خط برگشت پذیر که در ساعاتی خاص مسیر حرکت در آن معکوس می‌شود.
- خط کناری یا جانبی به ویژه در ورود از جاده فرعی به اصلی
- خط سرعت یا باند تندرو
- خط آهسته یا باند کندرو
- خط سبقت
- خط انتقالی

## در ایران
در ایران تقسیم بندی برخی جاده‌های بین شهری بر اساس تعداد خط آنهاست. عموماً بزرگراهها چهار خطه و آزادراهها شش خطه هستد. در شهرها نیز خط ویژه اتوبوس رانی برای حرکت سریع تر اتوبوسهای شهری وجود دارد.

## خطوط ویژه اتوبوس رانی
بسیاری از شهرهای متوسط و بزرگ ایران دارای مسیرهای اختصاصی برای اتوبوس هستند. شهر تهران دارای ۱۵۸کیلومتر مسیر ویژه اتوبوسهای تندرو است 